# Парная корреляционная гипотеза Монтгомери

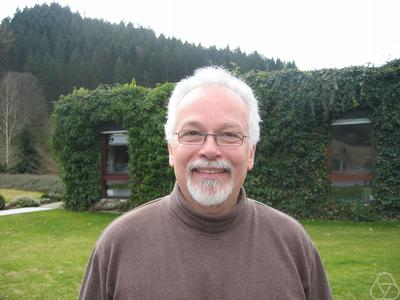
Хью Монтгомери в Обервольфахе в 2008 году

Па́рная корреляцио́нная гипо́теза Монтго́мери — гипотеза американского математика Хью Монтгомери (1973) о том, что парная корреляция между парами нулей дзета-функции Римана (нормированная к единице среднего расстояния) есть:
{\displaystyle 1-\left({\frac {\sin(\pi u)}{\pi u}}\right)^{2}+\delta (u),}
что, как указал ему (1972) Фримен Дайсон, совпадает с парной корреляционной функцией (иначе говоря — с формфактором для парных корреляций) собственных значений гауссовых случайных эрмитовых матриц. Неформально это означает, что вероятность нахождения нуля в очень коротком интервале длины 2πL/log(T) на расстоянии 2πu/log(T) от нуля 1/2+iT примерно в L раз превышает приведённое выше выражение (коэффициент 2π/log(T) является нормировочным фактором, который можно неофициально представить как среднее расстояние между нулями с мнимой частью относительно T). Эндрю Одлыжко (1987) показал, что гипотеза была подтверждена крупномасштабными компьютерными вычислениями нулей дзета-функции Римана. Гипотеза была распространена на корреляции более 2 нулей, а также на дзета-функции автоморфных представлений. В 1982 году студент Монтгомери Али Эрхан Озлюк доказал гипотезу о парной корреляции для некоторых L-функций Дирихле.
Связь со случайными унитарными матрицами может привести к доказательству гипотезы Римана. Гипотеза Гильберта — Пойи утверждает, что нули дзета-функции Римана соответствуют собственным значениям линейного оператора, и подразумевает RH. Ряд исследователей считают, что это является перспективным подходом.
Монтгомери изучал преобразование Фурье F(x) парной корреляционной функции и показал (предполагая гипотезу Римана), что она равна |x| для |x|<1. Его методы не смогли определить его для |x|≥1, но он предположил, что он был равен 1 для этих x, что подразумевает, что парная корреляционная функция такая же, как и выше. Он также был мотивирован тем, что гипотеза Римана не является «кирпичной стеной», и можно смело высказывать более сильные предположения.

## Численный подсчёт Одлыжко

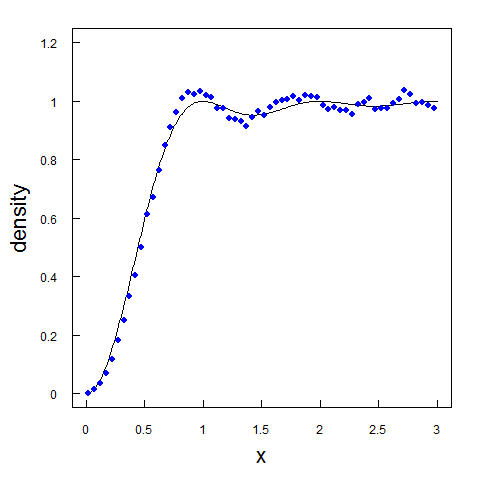
Вещественная линия описывает двухточечную корреляционную функцию случайной матрицы типа ГУА. Синие точки описывают нормализованные расстояния первых 10^{5} нетривиальных нулей дзета-функции Римана.

В 1980-х годах, мотивированный гипотезой Монтгомери, Одлыжко начал интенсивное численное исследование статистики нулей дзета-функции Римана. Используя самый быстрый в мире суперкомпьютер Cray X-MP, проведя детальные численные расчёты, он продемонстрировал подтверждение гипотезы Монтгомери и соответствие распределения расстояний между нетривиальными нулями собственным значениям случайной матрицы гауссова унитарного ансамбля (ГУА). Результаты Одлыжко опубликовал в 1987 году в статье «О распределении интервалов между нулями дзета-функции».
Как отмечает Дербишир, результаты Одлыжко оказались не полностью убедительными — малых интервалов получилось несколько больше, чем предсказывалось моделью ГУА. Дальнейшие исследования прояснили ситуацию с несоответствиями, и парная корреляционная гипотеза Монтгомери стала «законом Монтгомери — Одлыжко» (впервые упоминание о «законе Монтгомери — Одлыжко» появилось в статье Николаса Каца и Питера Сарнака 1999 года):

Распределение интервалов между последовательными нетривиальными нулями дзета-функции Римана (в правильной нормировке) статистически тождественно распределению собственных значений ГУА-оператора.
Для нетривиального нуля, 1/2+iγn, пусть нормированные расстояния будут
{\displaystyle \delta _{n}={\frac {\gamma _{n+1}-\gamma _{n}}{2\pi }}{\log {\frac {\gamma _{n}}{2\pi }}}.}
Тогда мы ожидаем следующую формулу в качестве предела для {\displaystyle M,N\to \infty }:
{\displaystyle {\frac {1}{M}}\{(n,k)|N\leq n\leq N+M,\,k\geq 0,\,}{\displaystyle \delta _{n}+\delta _{n+1}+\cdots +\delta _{n+k}\in [\alpha ,\beta ]\}}{\displaystyle \sim \int _{\alpha }^{\beta }\left(1-{\biggl (}{\frac {\sin {\pi u}}{\pi u}}{\biggr )}^{2}\right)du}
Основываясь на новом алгоритме, разработанном Одлыжко и Шёнхаге, позволившим им вычислить значение ζ(1/2 + it) в среднем времени tε шагов, Одлыжко вычислил миллионы нулей на высотах около 1020 и дал ряд доказательств для ГУА-гипотезы.
На рисунке представлены первые 105 нетривиальных нулей дзета-функции Римана. Чем больше выборок из нулей, тем ближе их распределение приближается к форме случайной матрицы ГУА.

## Связь с квантовым хаосом
Как указывает кандидат физико-математических наук Трушечкин А. С., распределение нетривиальных нулей дзета-функции Римана тесно связано с явлением квантового хаоса:

Явление квантового хаоса оказалось тесно связано с распределением нетривиальных нулей дзета-функции Римана (Монтгомери, 1973 г., Одлыжко, 1987 г.). Одним из подходов к известной проблеме о нулях дзета-функции был предложен Гильбертом и Пойей. Согласно их гипотезе, нетривиальные нули дзета-функции соответствуют собственным значениям некоторого самосопряжённого оператора в гильбертовом пространстве. В 1986 г. Берри предположил, что этот самосопряжённый оператор может являться оператором Гамильтона квантовой системы, которая соответствует классической хаотической системе. Позже Конн, а также Берри и Китинг предложили гамильтонианы, у которых первые два ведущих члена в распределении собственных значений в квазиклассическом пределе совпадают с соответствующими членами распределения нетривиальных нулей дзета-функции (даваемыми формулой Римана–Мангольдта).